# Lente gravitacional

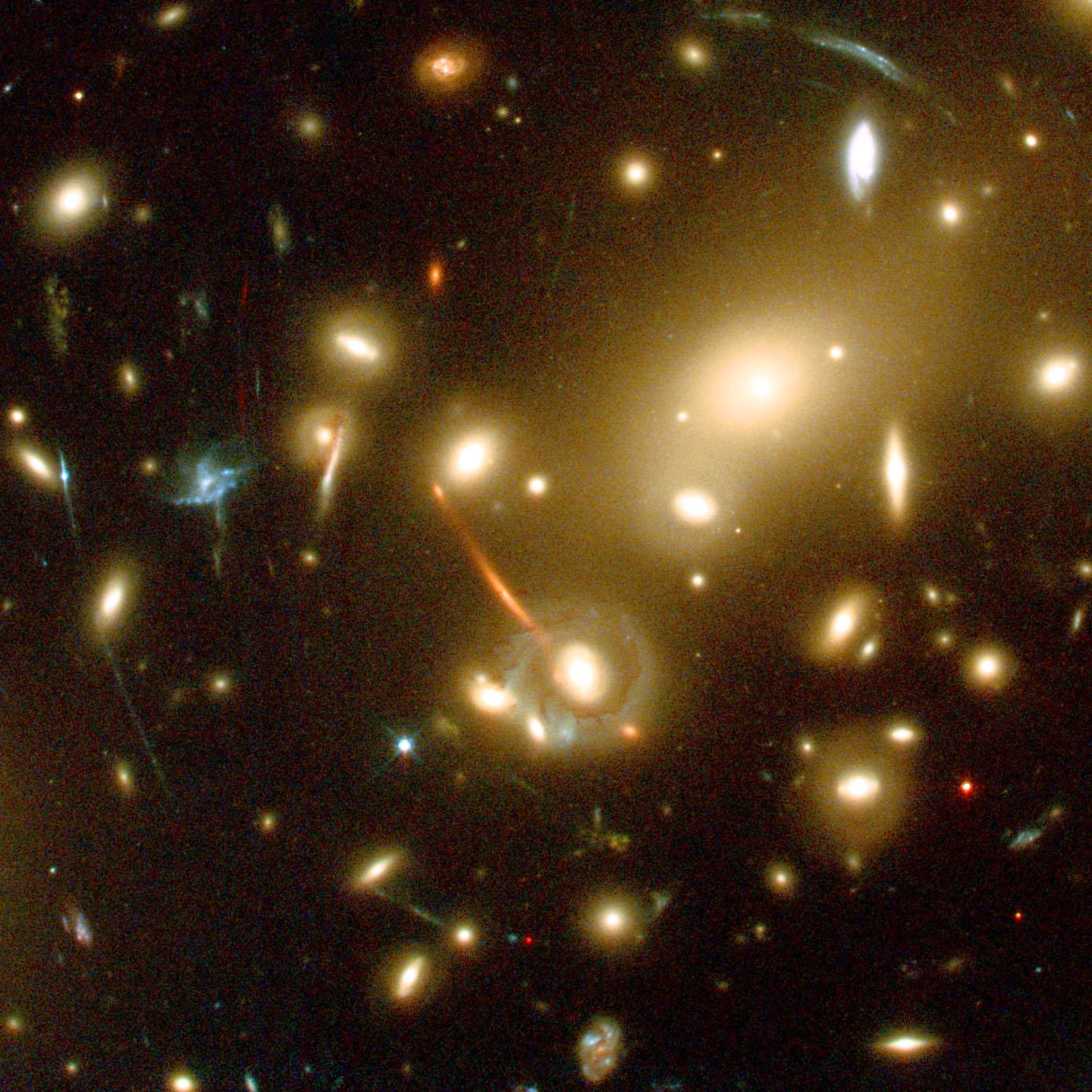
Fenômeno do efeito lente gravitacional

A lente gravitacional é formada devido a uma distorção no espaço-tempo causada pela presença de um corpo de grande massa entre um objeto e um observador. As lentes gravitacionais foram previstas na teoria da relatividade geral de Albert Einstein antes de serem observadas pelos modernos telescópios. São também uma evidência a favor da matéria escura, visto que algumas lentes são criadas por corpos celestes que aparentemente não emitem radiação eletromagnética.

## História
Henry Cavendish em 1784 e Johann Georg von Soldner em 1801 (publicado em 1804) apontaram que a gravidade newtoniana prevê que a luz das estrelas deveria sofrer uma deflexão ao passar perto de um objeto massivo, sugerido por Isaac Newton em 1704. O mesmo valor de Soldner foi calculado por Einstein em 1911 com base apenas no princípio da equivalência. No entanto, Einstein observou em 1915, no processo de conclusão da relatividade geral, que o resultado de 1911 (e, portanto, de Soldner) é apenas metade do valor correto. Einstein foi o primeiro a calcular o valor correto para a curvatura de luz.[carece de fontes?]
As primeiras observações da deflexão da luz foram realizadas observando a posição das estrelas mudando à medida que passavam perto do Sol na esfera celeste. As observações foram realizadas em 1919 por Arthur Eddington, Frank Watson Dyson e outros membros durante o eclipse solar total em 29 de maio. As observações foram feitas de forma simultânea em Sobral, no Brasil, e em São Tomé e Príncipe.

## Descrição

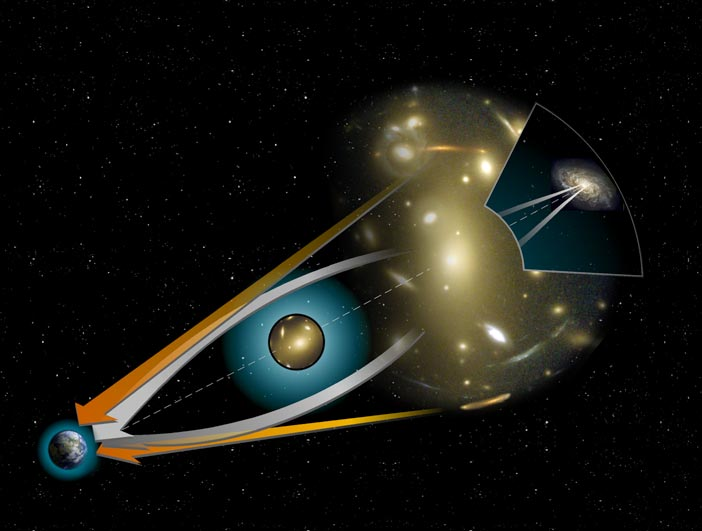
Flexão da luz em torno de um objeto de grande massa a uma longa distância. As linhas brancas representam o caminho da luz de uma fonte distante até um observador na Terra. As linhas laranjas representam as posições aparentes do objeto por um observador.

A força gravitacional exercida por um corpo de grande massa, como galáxias e buracos negros, distorcem o espaço-tempo fazendo com que a luz e outras partículas realizem um movimento curvilíneo na sua proximidade. Esse fenômeno ocorre porque os fótons são desviados de sua rota retilínea pela distorção do tecido-espaço do objeto de grande massa, parecido com o efeito de refração da água.
Diferentemente das lentes óticas, a maior distorção ocorre perto do centro da lente gravitacional e a menor distorção longe do centro. Como consequência as lentes gravitacionais não possuem um único ponto de foco. Quando o objeto observado está perfeitamente alinhado com o centro da lente gravitacional e o observador, o objeto forma um anel em torno do centro de massa da lente. Esse fenômeno foi mencionado em 1924 pelo físico Orest Danilovich Khvolson de Universidade de São Petersburgo e posteriormente quantificado por Albert Einstein em 1936.
Em 2008, o físico Petrus Soriedem evidencia o fato de que a observação de regiões tão distantes quanto 15 bilhões de anos-luz no universo possa dar uma referência de como era a visão de um possível Big-Bang. É usualmente referenciado como anel de Einstein pois Khvolson (Chwolson) não conseguiu formalizar o raio do anel.
Graças a este efeito é possível a observação de objetos localizados a grande distância no espaço com surpreendente riqueza de detalhes, permitindo a descoberta de dois planetas fora do Sistema Solar.
Existem três classes de lentes gravitacionais:
1. Lente forte: onde há distorções facilmente visíveis, como a formação de anéis de Einstein, arcos e múltiplas imagens;
2. Lente fraca: onde as distorções das fontes de fundo são muito menores e só podem ser detectadas através da análise de um grande número de fontes de uma maneira estatística para encontrar distorções coerentes de apenas alguns por cento. A lente aparece estatisticamente como um alongamento preferido dos objetos de fundo perpendicular à direção do centro da lente. Ao medir as formas e orientações de um grande número de galáxias distantes, suas orientações podem ser calculadas para medir o cisalhamento do campo de lentes em qualquer região. Isto, por sua vez, pode ser usado para reconstruir a distribuição de massa na área: em particular, a distribuição de fundo da matéria escura pode ser reconstruída. Como as galáxias são intrinsecamente elípticas e o sinal da lente gravitacional é pequeno, um número muito grande de galáxias deve ser usado nesses levantamentos. Estes levantamentos de lentes fracas devem cuidadosamente evitar uma série de importantes fontes de erro sistemático: a forma intrínseca das galáxias, a tendência da função de propagação de ponto de uma câmera para distorcer a forma de uma galáxia e a tendência de visão atmosférica distorcer imagens devem ser entendidas e cuidadosamente contabilizadas. Os resultados dessas pesquisas são importantes para a estimação de parâmetros cosmológicos, para melhor entender e melhorar o modelo Lambda-CDM, e para fornecer uma verificação de consistência em outras observações cosmológicas. Eles também podem fornecer uma importante restrição futura à energia escura;
3. Microlente: onde nenhuma distorção na forma pode ser vista, mas a quantidade de luz recebida de um objeto de fundo muda no tempo. O objeto da lente podem ser estrelas na Via Láctea em um caso típico, com a fonte de fundo sendo estrelas em uma galáxia remota, ou, em outro caso, um quasar ainda mais distante. O efeito é pequeno, de tal forma que (no caso de lentes fortes) até mesmo uma galáxia com uma massa de mais de 100 bilhões de vezes a do Sol produzirá várias imagens separadas por apenas alguns segundos de arco. Os aglomerados de galáxias podem produzir separações de vários arco-minutos. Em ambos os casos, as galáxias e fontes estão muito distantes, a muitas centenas de megaparsecs da nossa galáxia.

As lentes gravitacionais atuam igualmente em todos os tipos de radiação eletromagnética, não apenas na luz visível. Efeitos de lente fraca estão sendo estudados para o fundo cósmico de micro-ondas, bem como levantamentos de galáxias. Lentes fortes foram observadas nos regimes de rádio e raio-x também. Se uma lente forte produzir várias imagens, haverá um atraso de tempo relativo entre dois caminhos: isto é, em uma imagem, o objeto com lente será observado antes da outra imagem.

## Exemplo de objetos observados através de lentes gravitacionais
Um dos objetos mais misteriosos descobertos até 2003 é o arco de luz, semelhante em aparência e brilho a um arco voltaico gerado por solda elétrica que aparece na figura ao lado.

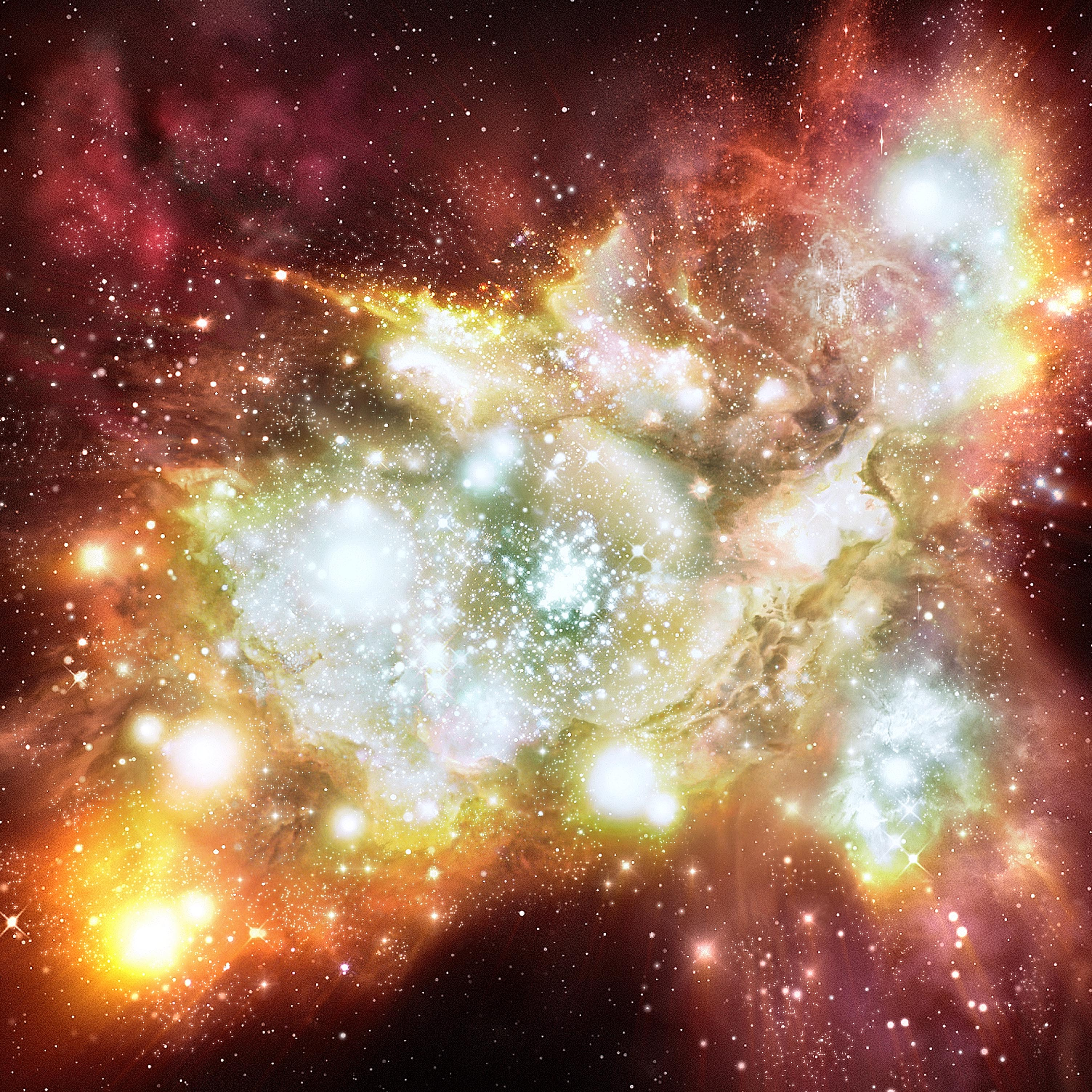
Imagem do nascimento de estrelas a 12 bilhões de anos-luz da Terra

Esta misteriosa imagem foi localizada atrás de um conjunto distante de galáxias. A região é a mais brilhante e a mais quente vista até a atualidade. É 1 milhão  de vezes mais brilhante do que a nebulosa de Órion, uma região prototípica visível com telescópios pequenos.
O belo superconjunto da figura contém milhões de estrelas azuis e brancas, que são duas vezes mais quentes que suas similares em nossa galáxia. Este é um exemplo raro que indica que o universo provavelmente teve um nascimento explosivo. O conjunto se encontra a 12 bilhões de anos-luz da Terra.

## Explicação nos termos da curvatura do espaço-tempo
Na teoria da relatividade geral, a luz segue a curvatura do espaço-tempo, e quando passa por um corpo de grande massa, é dobrada. Isto significa que luz de um objeto indo a uma direção pode ser dobrada para os olhos do observador, como acontece com as lentes de óculos. Na relatividade geral, a velocidade da luz depende do potencial gravitacional e sua dobra pode ser vista como o deslocamento da luz ao longo do gradiente de sua velocidade. A atração gravitacional pode ser observada pelo movimento de objetos não perturbados em uma curvatura de fundo. Pode ser também à resposta dada pelo objeto com uma força feita em uma geometria plana. Para se obter o angulo de deflexão deste objeto:
{\displaystyle \theta ={\frac {GM}{rc^{2}}}}
Para uma massa M e uma distância r do corpo até a radiação afetada, G é a constante universal de gravitação e c a velocidade da luz no vácuo.